# Iona Lake
Iona Lake (* 15. Januar 1993 in Norwich) ist eine britische Leichtathletin, die sich auf den Hindernislauf spezialisiert.

## Sportliche Laufbahn
Erste internationale Erfahrungen sammelte Iona Lake bei den U23-Europameisterschaften 2015 in Tallinn, bei denen sie in 9:59,83 min den achten Platz im 3000-Meter-Hindernislauf belegte. 2018 erfolgte die Teilnahme an den Commonwealth Games im australischen Gold Coast, bei denen sie in 9:58,92 min ebenfalls auf Rang acht gelangte.
2017 wurde Lake Britische Meisterin im 3000-Meter-Hindernislauf. Sie absolvierte ein Biologiestudium an der University of Birmingham sowie ein Masterstudium an der University of Virginia.

## Persönliche Bestleistungen
- 3000 m Hindernis: 9:39,03 min, 29. August 2017 in Zagreb